# هيئة الأرصاد الجوية الإسرائيلية
هيئة الأرصاد الجوية الإسرائيلية (بالعبرية: השירות המטאורולוגי הישראלי‏) ، (تنطق بالانجليزية: HaSherut HaMete'orologi HaYisra'eli ) هي وحدة تابعة لوزارة النقل الإسرائيلية مسؤولة عن التنبؤ بالطقس وبيانات الأرصاد الجوية وأبحاث المناخ في إسرائيل .
تأسست في ثلاثينيات القرن العشرين كوحدة للأرصاد الجوية خلال فترة الانتداب البريطاني على فلسطين ، لدعم احتياجات الطيران المتطورة بشكل أساسي. وبعد قيام دولة إسرائيل، تم دمجها في وزارة المواصلات والأمان على الطريق في إسرائيل . وهي عضو في المنظمة العالمية للأرصاد الجوية منذ عام 1949.
يقع المقر الرئيسي لهيئة الأرصاد الجوية الإسرائيلية في بيت داغان وتدير أكثر من 150 محطة قياس على مستوى البلاد.

## روابط خارجية
- هيئة الأرصاد الجوية الإسرائيلية